# Chris Cutler
Chris Cutler (* 4. Januar 1947 in Washington, D.C., USA) ist ein britischer Schlagzeuger, Perkussionist, Komponist, Schriftsteller und Musiktheoretiker. Bekannt wurde er vor allem durch seine Arbeit mit den englischen Avantgarde-Rock-Bands Henry Cow und Art Bears, als Initiator der Rock-In-Opposition-Bewegung und als Gründer des Plattenlabels und -vertriebs Recommended Records.

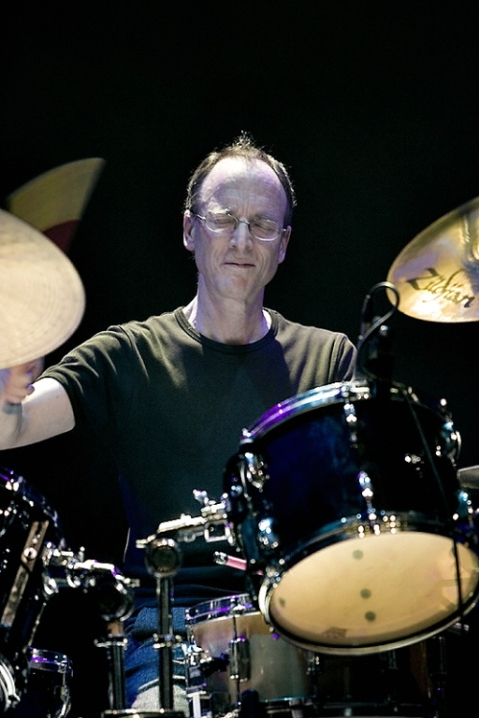
Chris Cutler; 2007

## Leben und Wirken
Cutler wuchs in England auf. Er hat keine formale Musikausbildung, sondern ist ein Autodidakt. Als Schüler beschäftigte er sich mit Banjo, Gitarre, Trompete und Flöte, bevor er sich für das Schlagzeug entschied. Er gründete seine erste Band 1963, die Coverversionen von Instrumentalstücken der Shadows und der Ventures aufführte; dann spielte er in Rhythm-and-Blues- sowie Soulbands, 1966 wurde er drei Jahre lang Mitglied der Band Louise, die in London psychedelische Musik spielte. Mit Dave Stewart gründete er 1971 The Ottawa Music Company, ein großformatiges Rock-Orchester, bevor er Mitglied von Henry Cow wurde.
Cutler arbeitet in den Grenzbereichen von Rock-, Jazz- und Avantgarde-Musik. Er ist auf insgesamt weit über 100 Plattenveröffentlichungen zu hören und war – neben den vorgenannten Bands – Mitglied oder Gastmusiker zahlreicher weiterer Formationen, darunter u. a. Pere Ubu, The Residents, Cassiber und Gong. Ein langjähriger und häufiger musikalischer Partner ist der Gitarrist Fred Frith; andere Kollaborationen gab es insbesondere mit Tom Cora, Peter Blegvad, Lutz Glandien, Tim Hodgkinson, Lindsay Cooper und Alfred Harth. Dazu kommen zahlreiche Veröffentlichungen und Auftritte unter eigenem Namen.
Darüber hinaus hat Cutler zahlreiche Essays und Texte zur Musik geschrieben und ein Buch über die politische Theorie der Pop-Musik veröffentlicht. (File Under Popular, 1984). Er ist Mitglied der International Association for the Study of Popular Music (IASPM) und hält Vorträge und Podiumsdiskussionen zu musiktheoretischen Themen.

## Diskographie (Auswahl)
für Veröffentlichungen mit Henry Cow, Art Bears und Pere Ubu siehe dort.

### Mit Fred Frith
- Live in Prague and Washington, (1983, Recommended Records)
- Live in Trondheim, Berlin, Limoges (1994, Recommended Records)
- 2 Gentlemen in Verona (2000, Recommended Records)
- The Stone: Issue Two (2007, Tzadik Records)

### Mit News from Babel
- Work Resumed on the Tower (1984, Recommended Records)
- Letters Home (1986, Recommended Records)

### Mit Lutz Glandien
- Domestic Stories (1993, Recommended Records)
- Scenes from no Marriage (1994 Recommended Records)

### Mit Cassiber
- Man or Monkey? (1982, Riskant)
- Beauty and the Beast (1984, Recommended Records)
- Perfect Worlds (1986, Recommended Records)
- A Face We All Know (1990, Recommended Records)
- Live in Tokyo (1998, Recommended Records)

### Solo
- Solo: A Descent Into the Maelstrom (2001, Recommended Records)
- Twice Around the World (2005, Recommended Records)
- There and Back Again (2006, Recommended Records)

## Bibliographie
- Cutler, Chris/Hodgkinson, Tim: The Henry Cow Book (1981). Third Step Printworks. ISBN 0-9508870-0-5.
- Cutler, Chris: File Under Popular: Theoretical and Critical Writings on Music (1984)

## Filmografie
- At the Edge of Chaos (2000), Dokumentarfilm von Shinji Aoyama über einen Solo-Auftritt in Tokio 1998.